# نگرش‌های اسلامی به فرگشت
نگرش‌های اسلامی در مورد فرگشت مختلف هستند، از فرگشت الهی گرفته تا آفرینش گرایی زمین قدیم. برخی از مسلمانان معتقدند «انسان‌ها و بقیهٔ موجودات زنده در طول زمان تکامل پیدا کرده‌اند»، با این حال بعضی دیگر معتقدند که این‌ها «همیشه به شکل فعلی موجود بوده‌اند».

## الهیات
بر خلاف انجیل، داستان آفرینش در قرآن در یک فصل [یا سوره یا بخش] بیان نشده، بلکه در عوض می‌تواند از آیاتی از سراسر کتاب قطعه به قطعه در کنار هم قرار گیرد.

### آفرینش جهان
به نظر کریستین هودا داج، اولین اشاره به آفرینش از نظر گاه نگاری در قرآن، در سورهٔ انبیاء است، که اشاره می‌کند که جهان «به عنوان یک واحد، به هم چسبیده بود، قبل از این که ما آن را تکه‌تکه [یا به دو نیم] شکافتیم».

### آفرینش مرد [یا بشر یا انسان]
شخصیت‌های آدم و حوا در قرآن به عنوان اولین مرد و زن به چشم می‌خورند. اگرچه هیچ اشارهٔ صریحی به این نیست که این دو نفر از مردم چه گونه توسعه یافته یا ساخته شده‌اند. از این روی، بحث به روی گمانه زنی در این مورد باز است که، آیا آدم و حوا از یک نیای مشترک به‌طور طبیعی تکامل پیدا کرده‌اند، آن طور که محقق اسلامی محمد غیلان در نظر می‌گیرد، یا این که به‌طور خارق‌العاده (غیرطبیعی) از طریق معجزه توسط خدا ساخته شده‌اند، آن طور که محقق اسلامی، یاسر قاضی در نظر می‌گیرد.

## پیشینه
در کتاب الحیوان (کتاب حیوانات)، محقق قرن ۹ ام [میلادی] جاحظ، به چندین بخش از نظریه فرگشت امروزه، مانند جنین‌شناسی حیوانات، تطبیق، روان‌شناسی حیوانات اشاره می‌کند. یک مشاهدهٔ قابل توجه که جاحظ انجام می‌دهند این است که خرموش‌های قوی قادر بودند بهتر از پرندگان کوچک بر سر منابع رقابت کنند، اشاره‌ای به نظریهٔ تنازع برای بقای امروزه. در همان قرن، پژوهشگر ایرانی به نام ابوعلی مسکویه، در مورد تکامل انسان در کتاب‌هایش، با نام‌های الفوز الاصغر و تهذیب (یا تهذیب الاخلاق) می‌نویسد.
در کتاب ماللهند نوشته ابوریحان بیرونی نیز اشاراتی به منشأ پیدایش گونه‌ها شده‌است.

## جامعهٔ مسلمان
زیست‌شناسی تکاملی در برنامهٔ درسی بیش تر کشورهای مسلمان است. بنیادهای علمی ۱۴ کشور مسلمان، از جمله پاکستان، ایران، ترکیه، اندونزی و مصر، اخیراً بیانیه‌ای را از Interacademy Panel یا IAP (شبکه‌ای سراسری از آکادمی‌های علمی)، در پشتیبانی از تدریس فرگشت، از جمله فرگشت انسان، امضا کردند.
در سال ۲۰۱۴ میلادی، وقتی داعش شهر عراقی موصل را تسخیر کرد، این گروه قوانین جدیدی را برای مدارس آن جا صادر کرد، از جمله اینکه یکی از آنان ممنوعیت تدریس فرگشت بود.

## نگرش‌ها
متفکرانی همانند یدالله سحابی (در کتاب قرآن و خلقت انسان)، محمود طالقانی (در کتاب پرتوی از قرآن)، و علی شریعتی از باورمندان به نظریه عدم تضاد فرگشت (تکامل) با توحید هستند. در جهان اسلام، محمد اقبال لاهوری نیز از معتقدان به نظریه تکامل موحدانه است. در تاریخ اسلام جریانهایی مانند جنبش عقلگرای اخوان الصفاء نیز چنین اعتقادی داشتند.
مرتضی مطهری نه تنها نظریه تکامل را ضدالهی نمی‌داند بلکه معتقد است که با اصل تکامل بهتر می‌توان دخالت قوه‌ای مدبر و هادی را در وجود موجودات زنده و هدفمداری جهان اثبات کرد. مطهری داستان خلقت بشر در قرآن را زبان سمبلیک می‌داند و مصباح یزدی به فرض صحت این نظریه خلقت انسان را معجزه می‌داند و می‌گوید هدف قرآن هدایت است نه علمی. علامه طباطبائی بر تدریجی بودن خلقت تأکید دارد اما انواع زیستی را مجزا می‌داند. علی مشکینی (در کتاب تکامل در قرآن) معتقد است زبان قرآن با علوم هماهنگ است و نظریه تطور انواع با توحید ناسازگار نیست.

#### دیدگاه انصارالمهدی درمورد فرگشت
احمدالحسن رهبر جمعیت مذهبی انصار المهدی، در آثار خود مطالب مبسوطی در تأیید فرگشت دارد.

#### دیدگاه احمدیه درمورد فرگشت
دیدگاه‌های جنبش مسلمان احمدیه به فرگشت، این است که آن کاملاً پذیرفته می‌شود، اما به صورت الهی طراحی شده‌است. این جنبش به صورت فعالانه «فرگشت» با هدایت خداوند را تبلیغ می‌کند. در طول دهه‌ها این جنبش نشریات مختلفی را در پشتیبانی از مفاهیم پشت فرگشت منتشر کرده‌است.